# Kuźmynci (obwód chmielnicki)
Kuźmynci (ukr. Кузьминці) – wieś na Ukrainie, w obwodzie chmielnickim, w rejonie chmielnickim, w hromadzie Teofipol. W 2001 liczyła 432 mieszkańców.